# Eliezer Motta
Eliezer da Silva Motta (Rio de Janeiro, 10 de julho de 1945) é um ator e humorista brasileiro. Experiente ator e comediante já atuou em vários trabalhos junto a Jô Soares (de 1981 a 1987) dos quais o mais famoso é Viva o Gordo como o Carlos Suely (parceiro do Capitão Gay, entrou em cena em 1982). 
Atuou também ao lado de Renato Aragão em A Turma do Didi, assim como com Chico Anysio em a Escolinha do Professor Raimundo como o ingênuo Seu Batista, personagem também replicado na Escolinha do Gugu. Teve algumas participações em novelas (o mais recente foi na novela Bang Bang). É considerado o melhor escada da televisão. Esteve no teatro com seu show de Eliezer Motta Sem Apelação, paralelamente se dedicando a empresariar franquias de uma rede de lanchonetes.
Foi paraquedista militar do Exército Brasileiro (PQDT nº 6512) e detetive da Polícia Civil do Estado do Rio de Janeiro entre os anos de 1962 a 1987. É casado com Cíntia, possui três filhos, um deles se chama João Victor.

## Filmografia

### Televisão
| Ano       | Título                          | Personagem                                                  | Nota                                        |
| --------- | ------------------------------- | ----------------------------------------------------------- | ------------------------------------------- |
| 2025      | Show 60 Anos                    | Seu Batista                                                 | Especial dos 60 Anos da Globo               |
| 2022      | Nada Suspeitos                  | Washington / Marconi Gonçalves                              |                                             |
| 2019      | Escolinha do Professor Raimundo | Seu Batista                                                 | Episódio: "6 de outubro"                    |
| 2019      | Sob Pressão                     | Euclides                                                    | Episódio: "30 de maio"                      |
| 2018      | Tá no Ar: A TV na TV            | Seu Batista / João Batista                                  | Temporada 6 Episódio: "17 de abril"         |
| 2017–2022 | Tô de Graça                     | Moacir dos Santos                                           | Temporadas 1–6                              |
| 2016      | Vai que Cola                    | Padre Eli                                                   | Episódio: "Maus Hábitos"                    |
| 2014      | Tudo pela Audiência             | Seu Batista                                                 |                                             |
| 2011      | Preliminares                    | Nero Fera                                                   |                                             |
| 2011–12   | Escolinha do Gugu               | Seu Batista                                                 | Quadro do Programa do Gugu                  |
| 2009      | Zorra Total                     | Ademar / Ademara                                            |                                             |
| 2008      | TV Xuxa                         |                                                             |                                             |
| 2007      | Show do Tom                     | Seu Batista                                                 |                                             |
| 2005      | Bang Bang                       | Tonto                                                       |                                             |
| 2002–04   | Zorra Total                     | Vários Personagens                                          | Quadro: "Frota, o Taxista"                  |
| 1998–01   | A Turma do Didi                 | Babá                                                        | Temporadas 1–5                              |
| 1998      | Caça Talentos                   | Cicatriz                                                    | Episódio: "Escolinha do Professor Cabral"   |
| 1996      | Chico Total                     | Vários Personagens                                          |                                             |
| 1992–95   | Escolinha do Professor Raimundo | Seu Batista                                                 |                                             |
| 1988–90   | Veja o Gordo                    | Vários Personagens                                          |                                             |
| 1983      | Guerra dos Sexos                | Luigi                                                       | Participação especial                       |
| 1981      | Chico Total                     | Batista                                                     |                                             |
| 1981–87   | Viva o Gordo                    | Sábio Eminência / Carlos Sueli / Batista / Malandro Esperto |                                             |
| 1976–80   | Planeta dos Homens              | Batista                                                     |                                             |
| 1975      | A Grande Família                | Pedrada                                                     | Episódio: "Pesadelos de Uma Noite de Verão" |
| 1973      | O Bem-Amado                     | Quequé                                                      | Participação especial                       |
| 1973      | Satiricom                       | Vários Personagens                                          |                                             |
| 1973      | Chico City                      | Vários Personagens                                          |                                             |
| 1970 - 73 | Faça Humor, Não Faça Guerra     | Vários Personagens                                          |                                             |
| 1965      | Bairro Feliz                    |                                                             |                                             |

### Cinema
| Ano  | Título                                         | Personagem     |
| ---- | ---------------------------------------------- | -------------- |
| 2023 | Meu Cunhado É um Vampiro                       | Claudionor     |
| 2014 | Vestido para Casar                             | Geraldo        |
| 1999 | O Trapalhão e a Luz Azul                       | Padre de Taniz |
| 1999 | Orfeu                                          | Istalone       |
| 1997 | O Testamento do Senhor Nepomuceno              | Chefe da banda |
| 1984 | Eteia, a Extraterrestre em Sua Aventura no Rio | Detetive       |
| 1984 | A Filha dos Trapalhões                         | Maurição       |
| 1977 | Os Amores da Pantera                           | Zezão          |

### Teatro
| Ano  | Título                     |
| ---- | -------------------------- |
| 2010 | Eliézer Motta sem apelação |
| 2007 | Vem...Que Tem              |
|      | O Patinho Feio             |